# Уатуско-де-Чикуэльяр
Уату́ско-де-Чикуэльяр (исп. Huatusco de Chicuellar) — город в Мексике, входит в штат Веракрус, административный центр муниципалитета Уатуско.

## История
В 1830 году поселение Сан-Антонио-Уатуско получило статус «небольшой город» (villa). В 1847 году, когда во время Североамериканской интервенции войска США заняли Халапу, город Уатуско стал временной столицей штата Веракрус. В 1880 году был получен статус «город» (ciudad).